# Kevin Hague

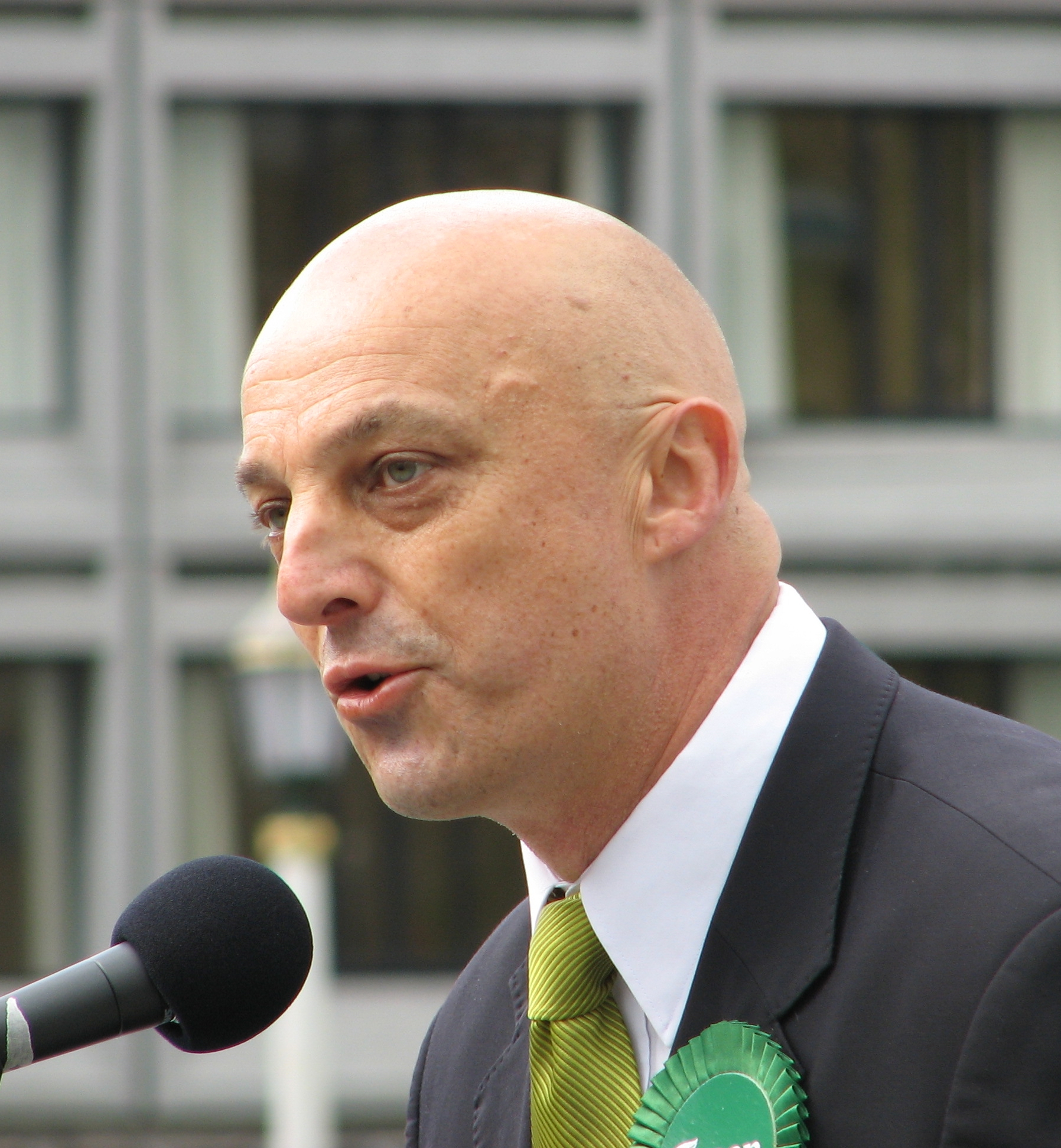
Kevin Hague (2008)

Kevin Hague (* 1960 in Aldershot, Vereinigtes Königreich) ist ein neuseeländischer Politiker der Green Party of Aotearoa New Zealand.

## Leben
Hague wurde in England geboren. In den 1980er Jahren engagierte sich Hague gegen das Apartheidregime in Südafrika und war stark an der Kampagne des sportlichen Boykotts Südafrikas in jener Zeit beteiligt. 1989 schrieb er als Mitautor das Buch Honouring the Treaty: an introduction for Pakeha to the Treaty of Waitangi. Hague war von 1998 bis 2003 im Vorstand der neuseeländischen AIDS-Hilfe. 2008 wurde Hague bei den Parlamentswahlen als Abgeordneter in das Repräsentantenhaus gewählt. Hague lebt offen homosexuell und hat ein Kind.

## Werke (Auswahl)
- Honouring the Treaty: an introduction for Pakeha to the Treaty of Waitangi, 1989, (Mitautor)